# Оплеснін Микола Васильович
Микола Васильович Оплеснін (комі Николай Васильевич Оплеснин; 12 грудня 1914 — 19 березня 1942) — радянський військовик, Герой Радянського Союзу (1941).

## Життєпис
Народився 12 грудня 1912 року в селі Вильгорт (нині у Сиктивдинському районі Республіки Комі РФ) у селянській родині. Комі. Закінчив Сиктивкарський будівельний технікум. Працював техніком-будівником в місті Сиктивкар.
З 1936 року у РСЧА.
На фронтах німецько-радянської війни з 1941 року. Помічник начальника оперативного відділу штабу 111-ї стрілецької дивізії (52-ї окремої армії) молодший лейтенант М. В. Оплеснін опинившись у ворожому оточені 20, 25 і 29 вересня 1941 року вплав долав річку Волхов в районі села Ямно (Поддорський район Новгородської області) особисто проводив розвідку місцевості, чим сприяв виходу дивізії із оточення.
Загинув 19 березня 1942 року. Похований у місті Чудово Новгородської області.

## Звання та нагороди
27 грудня 1941 року Миколі Васильовичу Оплесніну присвоєно звання Героя Радянського Союзу.
Також нагороджений:
- орденом Леніна